# Station Spychowo

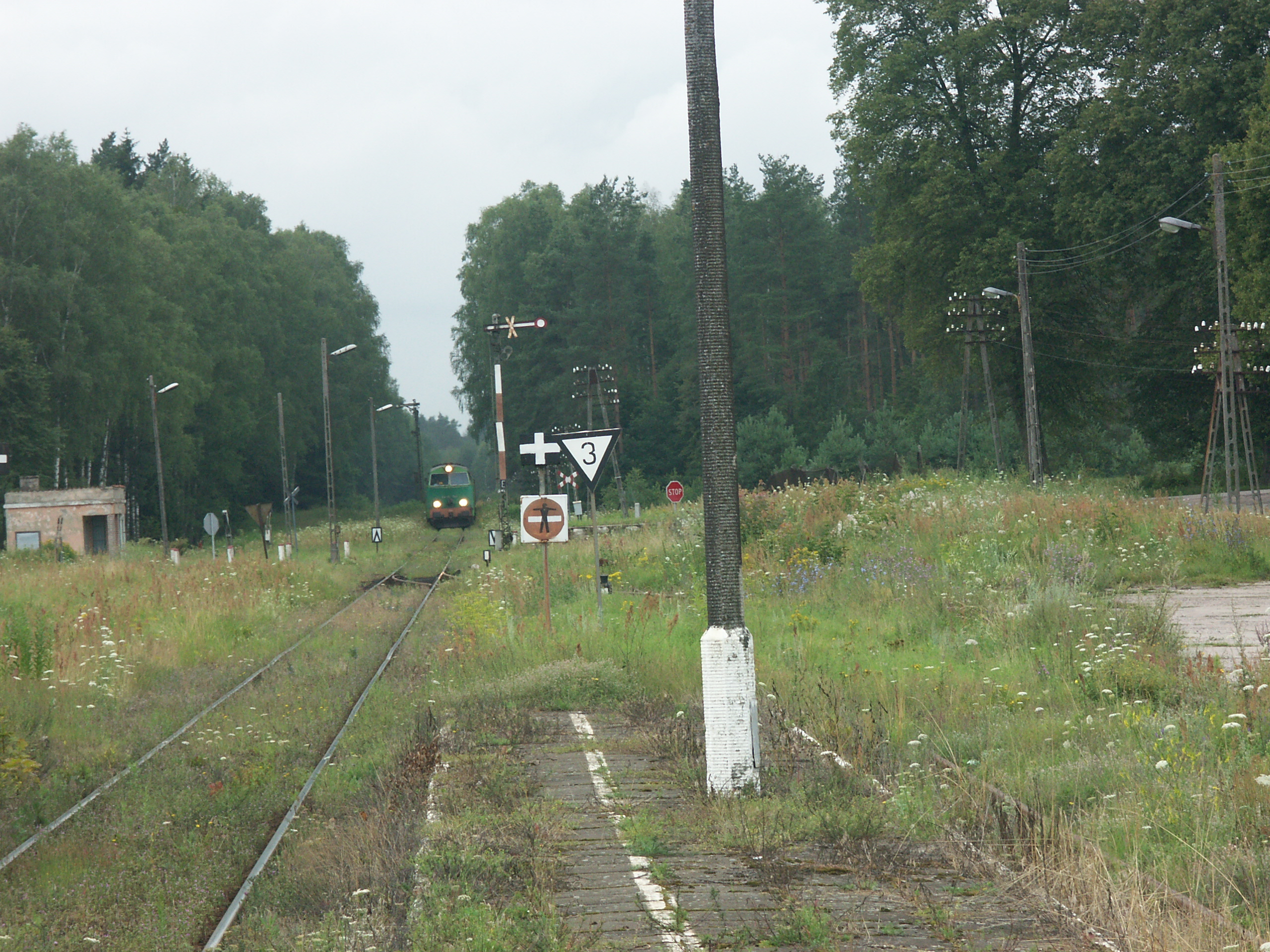
Spychowo-station in 2004. Uitzicht richting het zuidwesten (Olsztyn).

Station Spychowo is een spoorwegstation in de Poolse plaats Spychowo.